# Giulio Basletta
Giulio Basletta (Vigevano, 5 maggio 1890 – Vigevano, 5 febbraio 1975) è stato uno schermidore e dirigente sportivo italiano, specializzato nella spada. Ha vinto una medaglia d'oro (con Carlo Agostoni, Marcello Bertinetti, Giancarlo Cornaggia-Medici, Renzo Minoli e Franco Riccardi nella spada a squadre) ed una di bronzo nella scherma ai Giochi olimpici.
È stato presidente della Federazione Italiana Scherma dal 1940 al 1943.